# IC 1962
IC 1962 — галактика типу SBd () у сузір'ї Ерідан.
Цей об'єкт міститься в оригінальній редакції індексного каталогу.